# Zabytki Oviedo i Królestwa Asturii
Obiekt obejmuje pięć kościołów oraz fontannę, które znajdują się w Oviedo i okolicy. Początkowo wpis nazywał się Kościoły Królestwa Asturii, jednak po zmianach z 1998 zmieniono nazwę ze względu na dodanie fontanny.
Lista obiektów objętych wpisem:
- San Miguel de Lillo
- Santa María del Naranco
- Santa Cristina de Lena
- Cámara Santa w Oviedo
- San Julián de los Prados
- La Foncalada

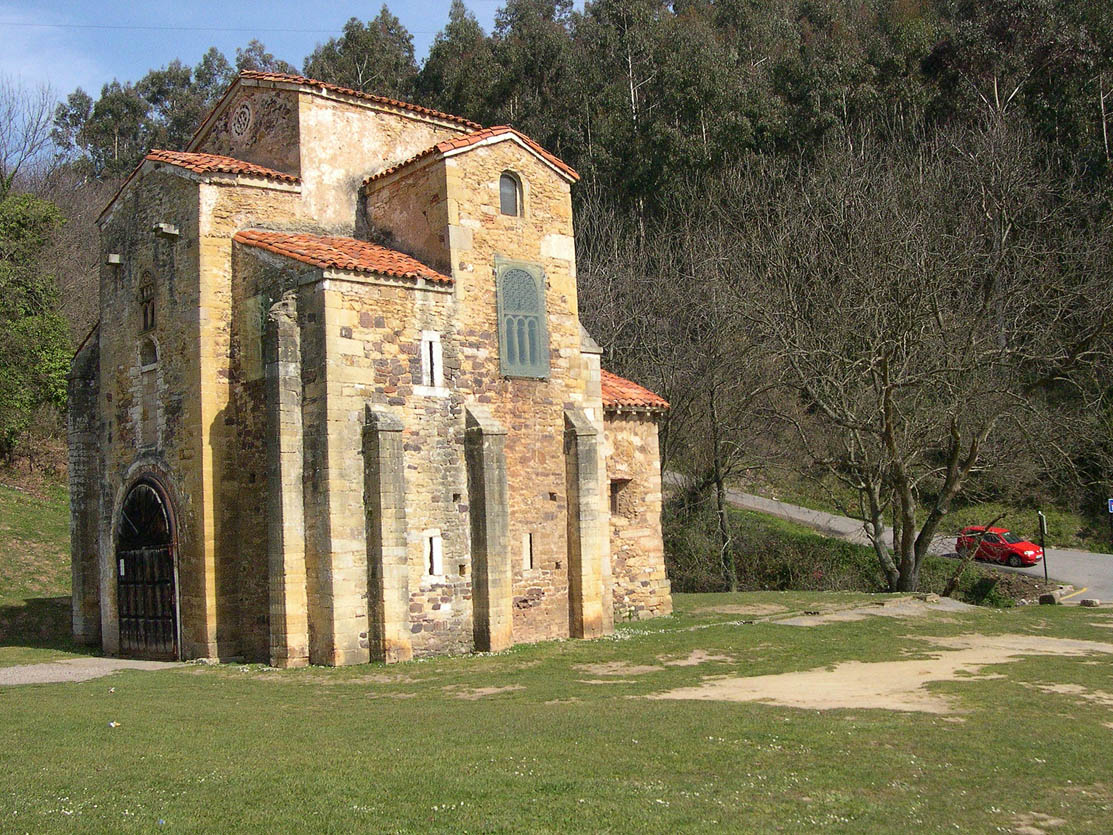
Kościół San Miguel de Lillo
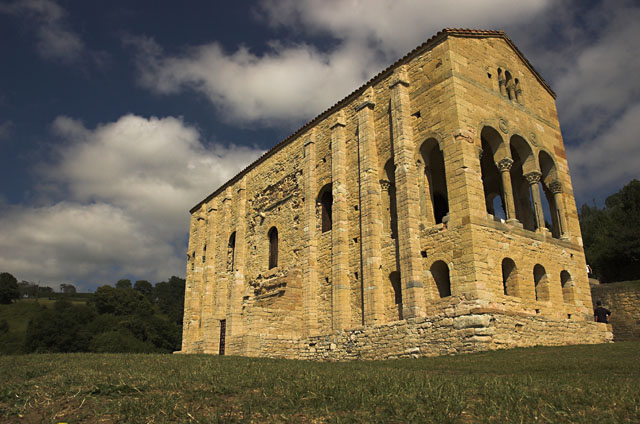
Przedromański kościół Santa Maria del Naranco
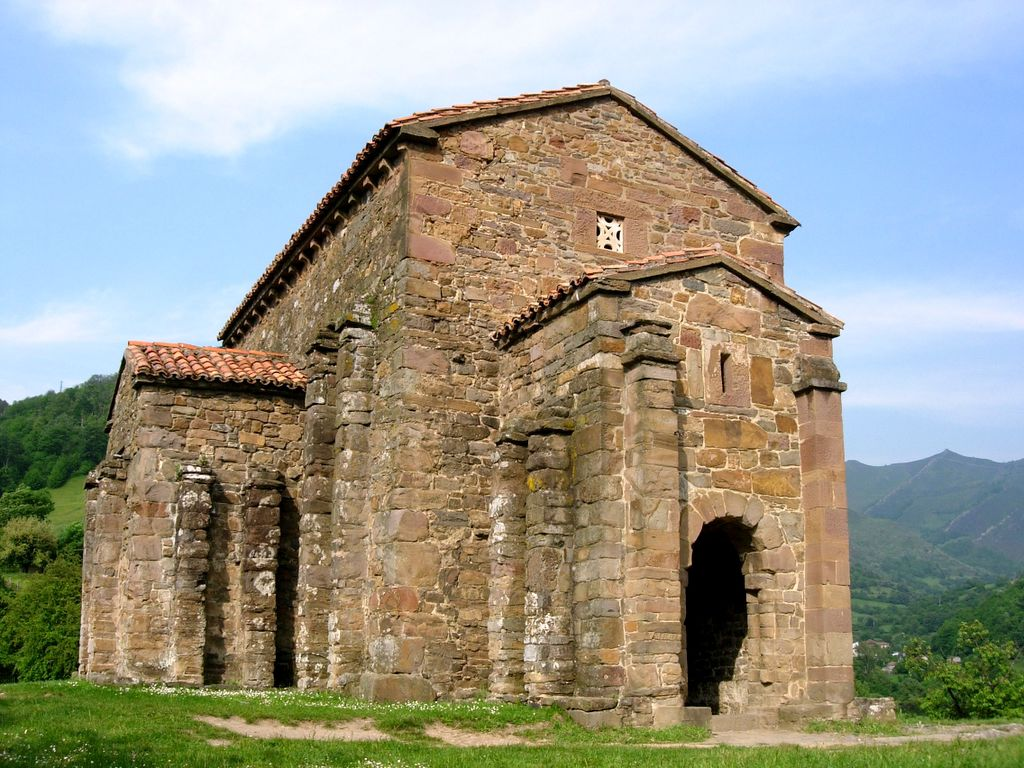
Santa Cristina de Lena
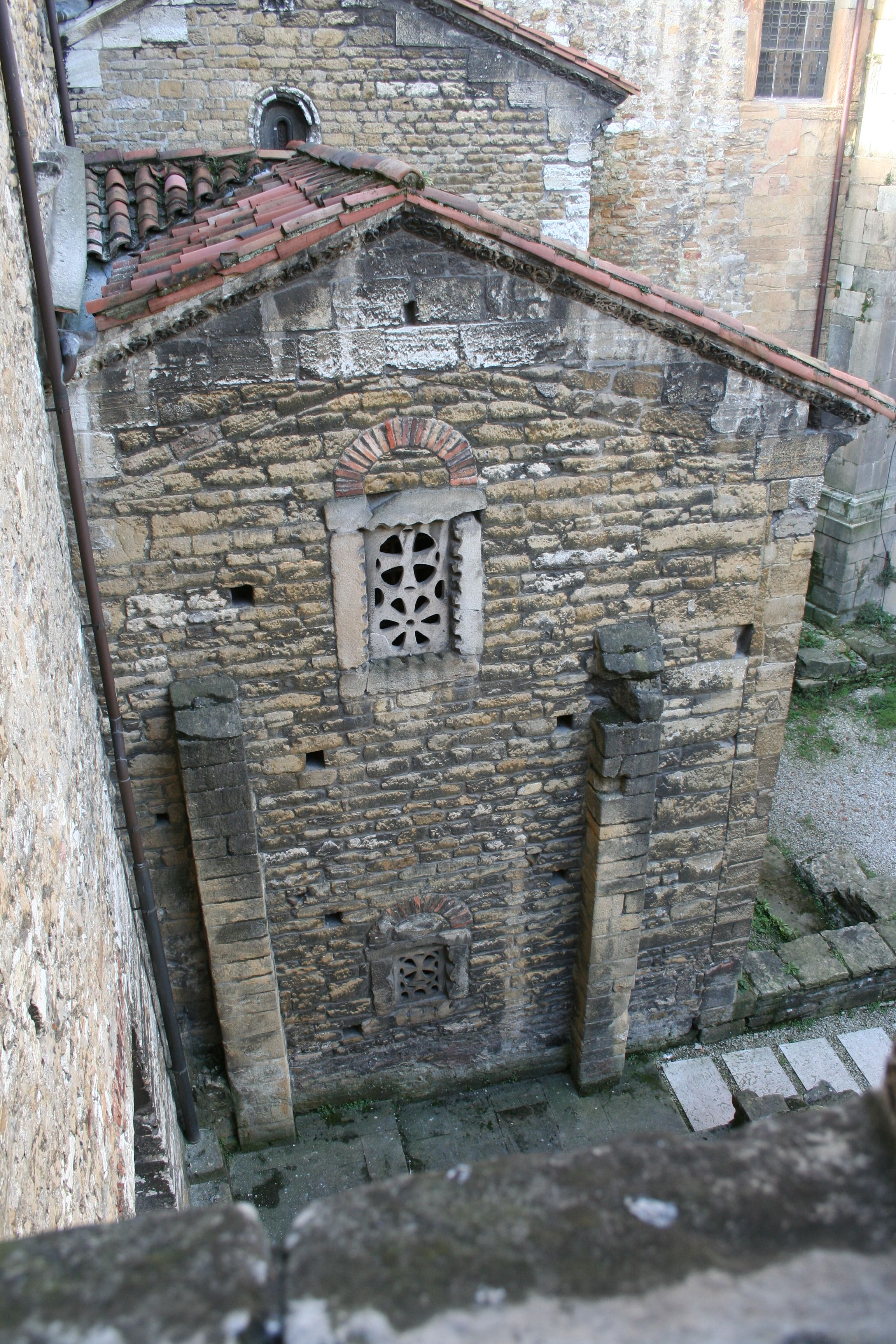
Cámara Santa w Oviedo
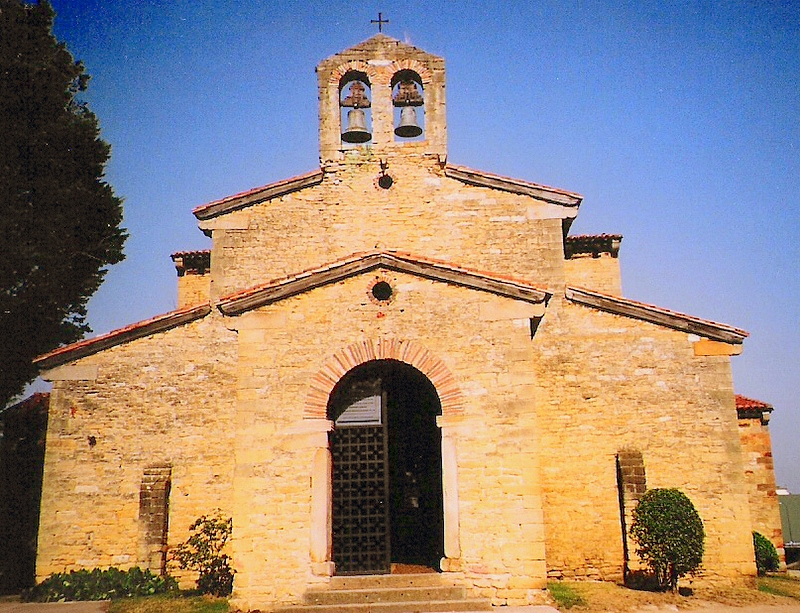
Fasada kościoła San Julián de los Prados
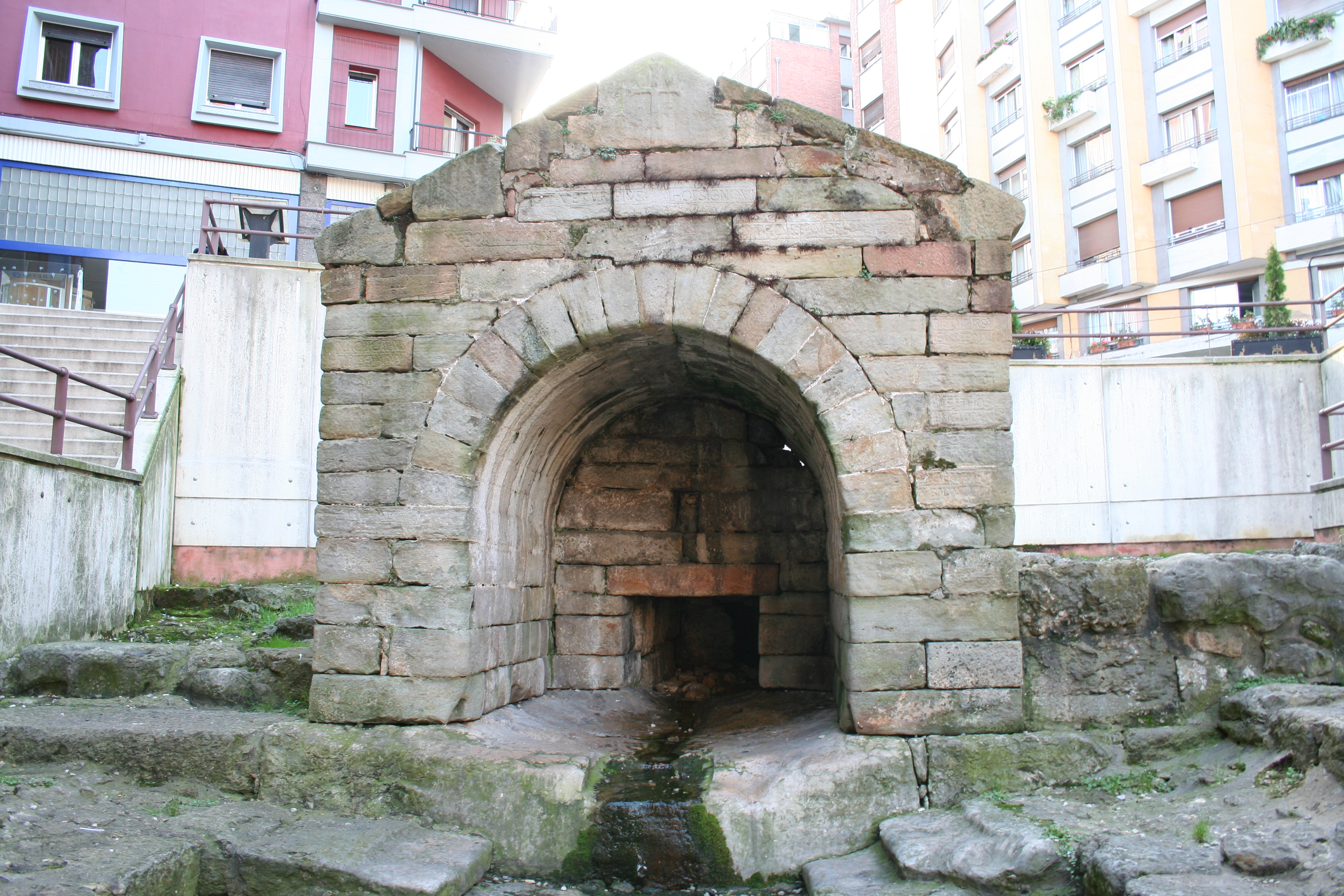
La Foncalada